# Skrbeň
Skrbeň (antes de 1945 também Kirwein) é uma comuna checa localizada na região de Olomouc, distrito de Olomouc.